# Maxillaria bennettii
Maxillaria bennettii là một loài thực vật có hoa trong họ Lan. Loài này được Christenson mô tả khoa học đầu tiên năm 1995.